# Sanitex

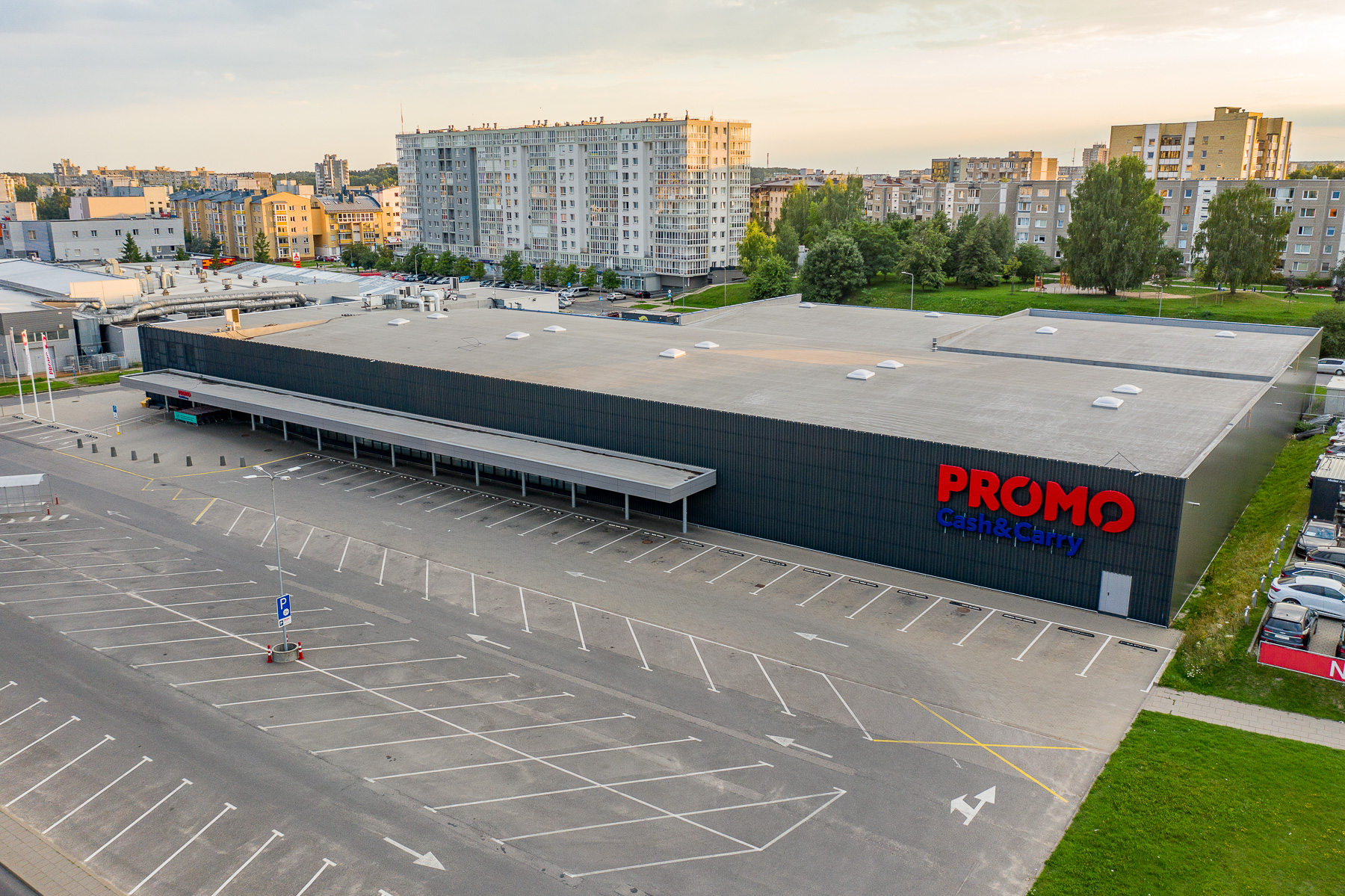
Großhandelsmarkt von Promo Cash&Carry in Pašilaičiai, Vilnius

Sanitex ist eine Unternehmensgruppe mit dem Hauptsitz in der zweitgrößten litauischen Stadt Kaunas. Es gibt über 1200 Mitarbeiter (2025). 2023 erzielte  es den Umsatz von 1,5 Mrd. Euro und den Gewinn von 59 Mio. Euro.
Es kooperiert mit mehr als 500 Herstellern und bedient über 15.000 Kunden in Litauen und Lettland.
Auf dem Markt bietet eine breite Palette von Produkten (über 12.000 Titel). 1997 gründete das Unternehmen ein eigenes Netz von Großhandel "Cash & Carry" und bedient kleinere Geschäfte, Kioske, Cafés und Bars.
Das Unternehmen bietet Vertrieb, Marketing und Logistik-Dienstleistungen für internationale und lokale Produzenten wie „Procter&Gamble“, „Philip Morris Baltic“, „Mars“, „Kraft“, „Kellogg's“, „Tchibo“, „Tele2“, „Bonduelle“, „Paulig Lietuva“, „Santa Maria“, „Amber Pasta“, „SCA“, „Vesiga“, „Eckes-Granini Lietuva“, „Naujasis Nevėžis“ etc.